# Igreja de São Pedro (Torres Novas)
A Igreja de São Pedro, ou Igreja Paroquial de São Pedro de Torres Novas, situa-se na atual freguesia de São Pedro, Lapas e Ribeira Branca, em Torres Novas.
Admite-se que possa ter sido edificada no século XIV, no lugar de uma pequena capela lá existente. Este templo é o expoente máximo e o símbolo da antiga freguesia de São Pedro.
Não sendo um templo de rara beleza arquitectónica, tem a curiosidade de sua entrada principal ter sido feita no alçado lateral, nesta entrada destaca-se o relevo por cima da porta das chaves, símbolo de São Pedro. Curioso também é saber que a torre sineira serviu como modelo para a torre da Igreja de Salvador.
O seu interior tem três naves separadas apenas por colunas delgadas, fazendo lembrar os princípios da arquitectura Gótica, onde a leveza se alia à grandiosidade. O altar é curiosamente feito em pedra. Na igreja pode-se visualizar ainda seis belos quadros com temas bíblicos. A capela da Santíssima Trindade contem a arca tumular de D. João Rodrigues Pimentel.